# Вольф-Дітріх фон Ксиландер
Вольф-Дітріх Ріттер унд Едлер фон Ксиландер (нім. Wolf-Dietrich Ritter und Edler von Xylander; 9 квітня 1903, Мюнхен — 15 лютого 1945, Штруппен) — офіцер генерального штабу вермахту, генерал-лейтенант. Кавалер Лицарського хреста Залізного хреста.

## Біографія
Виходець із знатного роду Ксиландер. Син генерал-майора Рудольфа фон Ксиландера і його дружини Гелени, уродженої Фроммель.
1 травня 1921 року поступив на службу в 19-й (баварський) піхотний полк. В 1933 році поступив у військову академію. З 1 вересня 1935 року — офіцер генштабу сухопутих військ (офіційно переведений 1 березня 1937 року).
З 26 серпня 1939 року — третій офіцер генштабу 206-ї піхотної дивізії. З початку червня 1940 року — перший офіцер генштабу в штабі 30-ї піхотної дивізії. Учасник Французької кампанії і боїв на радянсько-німецькому фронті. З серпня 1941 року — перший офіцер генштабу 2-ї армії. 25 листопада 1942 року переведений в резерв. З 19 січня 1943 року — начальник генштабу 49-го гірського корпусу на Кавказі. З 1 червня 1943 року — начальник генштабу 17-ї армії. 9 липня 1944 року знову переведений в резерв, проте згодом переведений в генштаб групи армій «Північна Україна» і в тому ж місяці призначений начальником генштабу. З січня 1945 року — начальник генштабу групи армій «Центр». Загинув в авіакатастрофі.

## Звання
- Лейтенант (1 березня 1925)
- Обер-лейтенант (1 лютого 1928)
- Гауптман (1 червня 1934)
- Майор (1939)
- Оберст-лейтенант (1 грудня 1940)
- Оберст (1 січня 1943)
- Генерал-майор (1 січня 1944)
- Генерал-лейтенант (1 грудня 1944)

## Нагороди
- Рятувальна медаль (Баварія)
- Орден крові (№ 1452; 9 листопада 1933) — з нагоди десятої річниці Пивного путчу.
- Знак керівника гірських частин
- Медаль «За вислугу років у Вермахті» 4-го, 3-го і 2-го класу (18 років)
- Залізний хрест 2-го і 1-го класу
- Нагрудний знак «За поранення» в чорному
- Медаль «За зимову кампанію на Сході 1941/42»
- Німецький хрест в золоті (9 серпня 1942)
- Орден Михая Хороброго 3-го класу (Румунське королівство; 12 липня 1944)
- Лицарський хрест Залізного хреста (20 лютого 1945; посмертно)